# Conflictos argelino-marroquíes
Los conflictos argelino-marroquíes consisten en una serie de enfrentamientos que tuvieron lugar entre el siglo XVI y finales del siglo XVIII, que enfrentaron a la dinastía saadí de Marrakesh con la Regencia de Argel. Resultaron de las intervenciones otomanas en los asuntos internos de las dinastías  wattásidas y luego  Saadian durante el siglo XVI. Se trataron de una serie de conflictos derivados del intervencionismo de la dinstía saadí sobre el territorio argelino que se prolongaba ahora a la ciudad de Tremecén, incorporada al solar argelino tras la expulsión de su último soberano en 1549. A raíz del intervencionismo de la Regencia de Argel en favor del soberano de Fez, y la carta enviada por el sultán Solimán a Muhammad Sheij (1548) en términos despectivos para que diera paz a su vecino de Fez, se decidió la intervención del cherife sobre el solar de Argelia, lo que conllevaría a un conflicto que le unió a la Monarquía Católica contra los intereses de Argel. 
La configuración de bloques en disputa supone una dificultad ampliada, debido a que no se puede pensar en un conflicto teniendo en cuenta a los actores del presente, a saber Marruecos y Argelia. En el Magreb occidental no existía un estado llamado Marruecos, pues tal denominación se utilizaba entonces para designar a la ciudad de Marrakesh, de la que emergió la dinastía saadi en 1509. Mientras tanto, Argelia, que entonces recibía varias denominaciones como Reino de Argel, República de Argel o Regencia de Argel, se encontraba en un proceso de expansión que le llevó a consolidar su estado al oeste con Fez, al este con Túnez y al sur de forma indefinida al seguir incoporando territorios que iban más allá de Tuggurt tras 1579. A pesar de que la Regencia dependía del sultán otomano, su poder real sobre Argelia era bastante débil, por lo que la autoridad descansaba en el pasha elegido. Tras 1671 con la rebelión y deposición del pasha, Argelia se convirtió en un estado independiente de Estambul, nombrando como nueva autoridad al dey, que era elegido entre el diván argelino.
Durante el siglo XVI, los otomanos intervinieron militarmente en varias ocasiones, apoyando a varios pretendientes al trono, organizando el asesinato del sultán Mohammed ash-Sheikh (por ofender al soberano otomano al haber incumplido su orden de no atacar al sultán de Fez y por aliarse con la Monarquía Católica) y lanzando varias expediciones militares dentro del territorio del Magreb occidental, mientras que los marroquíes -que lograron salvaguardar su independencia- trataron en vano de anexionarse Tlimcén.
El conflicto, que se aplacó a finales del siglo XVI, resurgió entre los  siglos XVII y XVIII cuando los alauitas, que sucedieron a los saadianos, reafirmaron sus reivindicaciones sobre Orania, sin conseguir, sin embargo, anexionarla.

## El curso de los acontecimientos

### Alianza argelino-Wattassid
Durante la primera mitad del siglo XVI, los wattasíes y los otomanos mantuvieron en general buenas relaciones; los primeros apoyaron militarmente a los segundos durante su conquista del  reino zianí, mientras que en  Fez, un número considerable de jenízaros estaban al servicio de los sultanes. Sin embargo, las relaciones se deterioraron debido a los desacuerdos sobre Tlemcen y el asilo concedido por los wattassides a los organizadores de las revueltas antiturcas.

#### Apoyo otomano a los Wattasides contra los Saadianos
El primer apoyo otomano a los  wattasidas se remonta a 1545 cuando los wattasidas, perdiendo terreno en su guerra contra sus adversarios  saadianos, se dirigieron al Imperio de la Sublime Puerta para obtener ayuda militar que les permitiera permanecer en el poder. Así, el príncipe de Wattasside Abu Hassoun, regente del joven sultán Mohammed al-Qasri, reconoció la autoridad del Califa otomano a cambio de la asistencia militar solicitada.
Sin embargo, los argelinos no intervinieron militarmente en la década de 1540 debido a los problemas que marcaron el fin de la era Reino ziyánida en  Tlemcen. Sin embargo, dieron asilo a Abu Hassoun en 1549, después de que los saadianos conquistaran Fez.

#### El fracaso de la entente turco-saadiense
En 1549, la conquista del poder en Marruecos por el Sultanato saadí hizo que los otomanos temieran perder el apoyo de las hermandades religiosas en el oeste de Orania. Se llegó a un acuerdo entre las dos partes, en el que se preveía el reparto del antiguo territorio de Zianid: los marroquíes recuperarían Tlemcen mientras que Orán iría a los otomanos. Sin embargo, el acuerdo siguió siendo letra muerta, sobre todo por las intrigas de los turcos con los príncipes ourtajin de Debdou, aliados de los wattassides, y la reunión con el clan pro-marroquí del más alto dignatario de la corte de Tlemcen, el visir Al-Mansour.
Temiendo la amenaza turca, el sultán saadí Mohammed ash-Sheikh lanzó inmediatamente contra Argelia occidental en 1550. Los marroquíes tomaron Tlemcen el 9 de junio de 1550, pero fracasaron frente a Mostaganem y fueron luego derrotados por los Banu 'Amir, aliados de los españoles en Orán. Los saadianos perdieron Tlemcen en enero de 1551 a manos de los argelinos, que anexaron el antiguo reino de los zianides a sus posesiones en Argelia, la Regencia de Argel, mientras continuaba el conflicto armado en el valle de  Chelif.
Las tensiones entre los saadianos y los otomanosse exacerbaron en 1552, cuando los primeros se negaron a reconocer a los segundos como suzeranidas. Esto llevó a los argelinosa lanzar una ofensiva contra Fez en octubre de 1553, dirigida por el pasha de Argel Salah Raïs, que resultó en la captura de la ciudad y la instalación en el poder del wattassida Abou Hassoun 4 meses después. Este último reconoció el protectorado nominal de los otomanos haciendo que se pronunciara el jutba en nombre del sultán otomano.
En septiembre de 1554, Mohammed ech-Sheikh logró recapturar Fez y expulsar a Abu Hassoun y a los otomanos de ella, antes de concertar una alianza con los españoles de Orán contra los otomanos.

### El asesinato de Mohammed ech-Sheikh
Después de negar nuevamente la lealtad al sultán otomano poco después de junio de 1557, Mohammed ash-Sheikh fue asesinado en octubre de 1557 por miembros turcos de su guardia, que habían entrado antes en su servicio después de reclamar ser desertores del ejército otomano. Fue decapitado y su cabeza llevada a Constantinopla.
Tras la muerte de Mohammed ech-Sheikh, los argelinosretomaron Tlemcen, que había estado en manos marroquíes desde 1556 - estos últimos se retiraron sin luchar antes de continuar su ofensiva hacia el territorio marroquí, donde se enfrentaron al ejército saadiense al norte de Fez durante la batalla de Wadi al-Laban en 1558. Habiendo perdido el apoyo del Príncipe de Debdou y habiendo sabido que los españoles -entonces aliados con los marroquíes- preparaban un ataque contra la Regencia desde Orán, los turcos se vieron obligados a retirarse de Marruecos.

### Sucesión de Abdallah el-Ghalib
La sucesión de Abdallah al-Ghalib, que murió en 1574, fue una oportunidad para que los turcos intervinieran de nuevo en Marruecos apoyando a dos pretendientes al trono, los futuros sultanes  Abd al-Malik y Ahmad al-Mansur, contra el sultán en funciones Muhammad al-Mutawakkil.

#### El derrocamiento de Muhammad el-Mutawakkil
En 1576, los turcos apoyaron al pretendiente Saadian Abd al-Malik -al que habían ofrecido asilo y al que habían acogido desde 1574- para retomar Fez y derrocar a su sobrino, el sultán al-Mutawakkil; una fuerza expedicionaria de 10 000 hombres, principalmente jenízaros puestos a disposición de Abd al-Malik por las autoridades de Argel según una petición que les hizo la Sublime Puerta, derrotó al ejército de al-Mutawakkil durante la batalla de al-Rukn y tomó Fez, antes de apoderarse de las demás ciudades del reino a partir de entonces.
Al llegar al poder, Abd al-Malik mantuvo un cuerpo militar turco dentro de su ejército -cuando reorganizó su ejército según el modelo otomano- y reconoció al sultán turco como Califa, haciendo que se pronunciara la oración en su nombre, algo a lo que regresó inmediatamente con los jenízaros turcos que se habían marchado.
Manteniendo inicialmente buenas relaciones con la Sublime Puerta, Abd al-Malik mantuvo sin embargo la independencia marroquí del Imperio Otomano y mantuvo relaciones diplomáticas con los españoles para garantizarla.
Como la presencia militar turca en Marruecos constituía una amenaza para Portugal, especialmente para sus posesiones en las costas marroquíes (Mazagan, Tánger y Ceuta), fue al rey portugués  Sebastián I a quien el sultán depuesto al-Mutawakkil acudió en busca de asistencia militar con miras a recuperar el poder.

#### Batalla de los tres reyes
Durante el verano de 1578, una expedición portuguesa dirigida por Sebastián I y acompañada por al-Mutawakkil invadió el norte de Marruecos y comenzó a avanzar hacia Fez. El 4 de agosto se enfrentó a las fuerzas combinadas de Abd al-Malik y sus aliados argelinos; la presencia de estos últimos sería decisiva para el resultado de la batalla, que resultó en la derrota total de las fuerzas portuguesas y la muerte de los tres reyes: al-Mutawakkil, Abd al-Malik y Sebastián.
El sucesor de Abd al-Malik, Ahmad al-Mansur, que era menos favorable a los turcos, siguió una política antiturca, rechazando su califato que reclamaba para sí mismo y consolidando la independencia de Marruecos.
Las tensiones entre saadianos y argelinos terminaron en 1585, por orden del sultán de Constantinopla, dejando a ambos bandos en sus respectivas posiciones.

### Implicaciones otomanas en Marruecos en elsigloXVII

#### Durante la era Saadian
Tras la muerte de Ahmed al-Mansour en 1603, Marruecos entró en una guerra de sucesión que duraría casi un cuarto de siglo, de la que el poder saadí salió debilitado, habiendo perdido el control de una gran parte del territorio marroquí.
Entre los contendientes a la sucesión de Al-Mansour, el príncipe Zaidan, después de varios reveses militares, se refugió en Tlemcen y buscó el apoyo de los otomanos con el fin de conquistar el poder, sin lograr recibir ninguna ayuda. Este último logró tomar el poder en Marrakech al congraciarse con la Monarquía Católica, a la que cedió los enclaves corsarios de Larache y la Mamora, los cuales estaban protagonizando una actividad corsaria dañina a los intereses españoles en el Atlántico y Mediterráneo.
Habiendo salido victorioso de la Guerra de Sucesión, el clan de Marrakech se debilitó y perdió el control de una gran parte del territorio marroquí.

#### Durante los primeros años de la era alauita

##### El apoyo otomano a Ghailan y los Naqsis
Antiguo aliado de los dila'ites, el raïs Khadir Ghaïlan controlaba, cuando los alauitas llegaron al poder, una parte del norte de Marruecos (Gharb, Habt, Loukkos y la península de Tingitane). Frente a estos últimos, fue derrotado en 1666 y tuvo que refugiarse junto a una parte de los Naqsis - príncipes independientes de Tetuán desde 1597 - en Argel.
En 1673, tras la muerte del sultán Rachid ben Chérif, Ghaïlan y los naqsis dirigieron una ofensiva contra el norte de Marruecos, con el apoyo militar y logístico de Turquía. Sin embargo, la ofensiva fracasó cerca de Ksar el-Kebir, derrotado por el ejército alauí en octubre de 1673 y Ghaïlan fue asesinado allí.

##### El apoyo otomano a los Dila'ites
Artículo relacionado: Zaouïa de Dila.
Habiendo surgido como una importante fuerza político-religiosa y militar en la primera mitad del siglo XVII, los dila'ites -que controlan gran parte del norte de Marruecos durante el auge de los alauitas- gozan de la simpatía de los turcos. Tras la captura de Dila por los alauitas en 1668, los dila'ites fueron expulsados al Imperio Otomano.
En 1677, se llevó a cabo una última ofensiva Dila'ite con apoyo militar otomano. Después de algunos éxitos en el Medio Atlas, la expedición fue finalmente derrotada por los alauitas y el movimiento Dila'ite fue definitivamente derrotado.

### Disputa fronteriza argelino-marroquí
En 1641, Oujda, que entonces estaba bajo control otomano, fue tomada por el príncipe alauí Mohammed ben Chérif. Estos últimos asaltaron la región de Tlemcen e incluso llegaron hasta Laghouat, antes de que los argelinos obtuvieran que se mantuviera "bajo el Tafna" por un tratado negociado con el pachá de Argel en 1647. También se intentaron algunos golpes de fuerza contra Orán, que creían era marroquí.
En 1651, el príncipe Mohammed ben Chérif sometió la región de Nedroma antes de regresar a Oujda. A pesar de estas disputas fronterizas, los argelinos consideraban el río Mououya como frontera entre los territorios de Fez y Argelia.

El sultán alauí Ismail ben Cherif trató de incursionar en Tafna hasta el Amur en 1678 pero, derrotado por la artillería turca, tuvo que reconocer la frontera de Tafna, después de que se le presentaron cartas de sus predecesores, Mohammed ben Cherif y Rashid ben Cherif, reconociendo esta frontera. Sin embargo, el tratado no se aplica y la frontera de Tafna sigue siendo teórica, ya que los turcos mantienen una guarnición en Nedroma. Ismail mantuvo el control de Oujda hasta 1692 cuando, derrotado por los turcos, tuvo que reconocer Moulouya como su frontera. 
Tras su derrota en 1692, el régulo de Marrakesh, Mulai ismail se dirigió al victorioso dey argelino en los siguientes términos: "Se presentó ante el vencedor con las manos atadas, y, besando la tierra tres veces, le dijo: Tú eres el cuchillo, y yo la carne que puedes cortar".
Más tarde Ismail volvería a acometer territorio argelino aprovechando los conflictos de Argelia con sus vecinos tunecinos y tripolitanos, en este contexto tomó Tremecén, pero en el transcurso de la batalla definitiva, el dey de Argel Mustapha Pasha diezmó al alaouita en la batalla de Chelif, donde apenas 6000 soldados argelinos derrotaron a un contingente de 50.000 marroquíes. Esta victoria demostró que el ejército cherifiano estaba lejos de tener unas cotas mínimas de modernización frente al ejército argelino que estaba habituado a la artillería. En la dicha batalla Mulai Ismail fue capturado.
Tras la muerte del sultán Yazid ben Mohammed en 1792, el bey de Orán Mohammed el-Kebir organizó la invasión del noreste de Marruecos, donde ahora controla Oujda y la parte oriental del Rif. La intervención organizada en 1795 por el sucesor de Yazid, Slimane ben Mohammed, permitió a los marroquíes recuperar estos territorios de una vez por todas. La frontera se fijó entonces definitivamente en Wadi Kiss (río Mouloya).
Al mismo tiempo, entre 1792 y 1830, los sultanes alauitas acosaron a los beis de Orán, "sucesores patrimoniales de España", antes de aprovechar el colapso de la regencia de Argel para lanzar su ejército sobre Orán: los habitantes de Tlemcen pronto reconocieron, efímeramente, a Abderrahmane ben Hicham como su señor; los marroquíes se retiraron definitivamente de Tlemcen en 1834, a favor de Abd el-Kader. Aliado con la resistencia argelina del emir Abdelqader contra la ocupación francesa, el sultán de Marrakesh cambió de estrategia tras 1844 cuando su ejército conjunto con el del emir argelino fueron derrotados en Isly, lo que supuso la subyugación de Marruecos al colonialismo francés. La fronteras quedaron acordadas entre Francia y Marruecos en el Tratado de Lalla Magnia que fueron las mismas que había con la Regencia de Argel.